# Alison Lang (cestista)
Alison Lang, coniugata Robertson (Saskatoon, 28 giugno 1961), è un'ex cestista canadese.

## Carriera
Con il Canada ha disputato i Giochi olimpici di Los Angeles 1984, due edizioni dei Campionati mondiali (1979, 1983) e due dei Giochi panamericani (San Juan 1979, Caracas 1983).